# Dytikó (Pella)
Dytikó, en grec moderne : Δυτικό, est un village du dème de Pella, en Macédoine-Centrale, Grèce.
Selon le recensement de 2011, la population du village compte 454 habitants.